# Lisa Edelstein
Pour les articles homonymes, voir Edelstein.
Lisa Edelstein, née le 21 mai 1966 à Boston, est une actrice, productrice et réalisatrice américaine.
Elle accède à la notoriété grâce à son interprétation du Dr Lisa Cuddy dans la série télévisée dramatique et médicale Dr House (2004-2011). Elle confirme en vedette de la série comique Girlfriends' Guide to Divorce (2014-2018) et en participant à Good Doctor (2018-2019) et La Méthode Kominsky (2018-2021).

## Biographie

### Jeunesse et formation
Lisa Edelstein est née dans une famille de trois enfants. Ses parents sont Alvin et Bonnie Edelstein. Son père est pédiatre et médecin urgentiste. Elle passe son enfance à Wayne, dans le New Jersey.
Délaissant l'école pour la vie buissonnière, elle part à New York en 1984 à l'âge de 18 ans afin d'étudier à la Tisch School of the Arts de l'université de New York pour étudier l'art dramatique.

### Carrière

#### Débuts discrets et rôles mineurs
En 1991, Lisa Edelstein commence sa carrière par un rôle mineur de maquilleuse dans le film The Doors d'Oliver Stone.
Elle est brièvement vidéo jockey avant de jouer dans Dingue de toi, Wings, ou encore The Larry Sanders Show.
L'actrice consacre rapidement sa carrière à la télévision et y enchaîne les rôles d'invitée dans des séries télévisées installées comme La Loi de Los Angeles, Ménage à trois ainsi qu'un premier rôle récurrent pour la série Presque parfaite. Lisa Edelstein intervient aussi dans la série Seinfeld, dans laquelle elle joue le rôle de la petite amie frustrée de George Costanza, mais aussi À la Maison-Blanche, Ally McBeal, en tant que transgenre, Felicity ou encore Relativity.
Parallèlement, elle écrit, compose et joue dans une comédie musicale, Positive Me, face à l'expansion du SIDA durant les années 1990, et qui se jouait encore en 2008 dans l'East Village. Au cinéma, elle ne décroche, cependant, que des petits rôles (Rendez-vous avec le destin, Pour le pire et pour le meilleur, I Love L.A. et d'autres…).
Entre 1996 et 2000, elle prête sa voix au personnage de Mercy Graves (en) dans la série télévisée d'animation Superman, œuvre du DC Animated Universe. Personnage inédit, elle est la garde du corps de Lex Luthor.

#### DrHouseet révélation télévisuelle
Au début des années 2000, elle poursuit sur ce même rythme d'apparitions, à la télévision, en jouant notamment dans The Practice : Bobby Donnell et Associés, Hôpital San Francisco, Miss Match, FBI : Portés disparus. Sur le grand écran, elle accepte des seconds rôles dans Ce que veulent les femmes, Au nom d'Anna et École paternelle.
Ce sont les téléfilms Consentements volés et Liaison obsessionnelle qui lui permettent d'obtenir des rôles de premiers plans.
En 2004, elle est choisie pour tenir le rôle du docteur Lisa Cuddy dans la série télévisée Dr House. C'est ce personnage qui l'a fait connaître mondialement et donne un nouvel élan à sa carrière. Cette série médicale, produite par Paul Attanasio, Katie Jacobs et Bryan Singer, a pour protagoniste principal le Dr Gregory House, médecin misanthrope aux méthodes peu conventionnelles interprété par l'acteur anglais Hugh Laurie.
Pour son interprétation, l'actrice reçoit un Satellite Award en 2005 et le prix de la meilleure actrice dans une série dramatique aux People's Choice Awards en 2011. Ce rôle l'installe durablement sur le petit écran mais au mois de juillet 2011, à la suite de la décision de la Fox de revoir le salaire de certains des acteurs, elle annonce qu'elle ne reviendra pas pour la 8e saison de la série, laissant le personnage qu'elle avait incarné pendant sept ans.
Durant le tournage, très prenant, de House, l'actrice tourne peu n'ayant pas le temps de se consacrer entièrement à d'autres projets. Se démarque le long métrage Say Uncle, sorti en 2005, ou ses activités de doublage pour La Ligue des justiciers et Les Rois du Texas et enfin American Dad!.

#### Rôles réguliers et confirmation

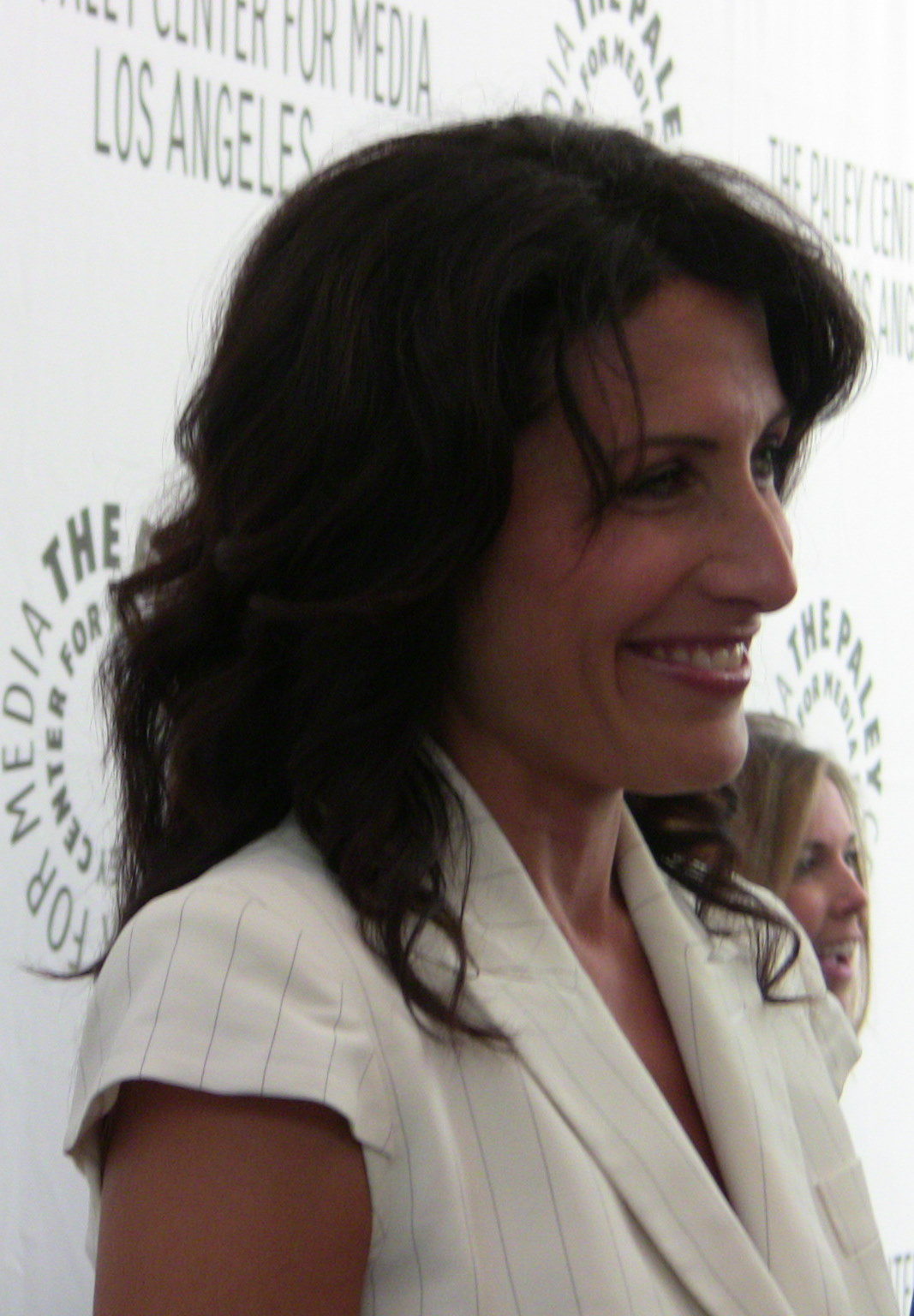
Au PaleyCenter 2009, pour la promotion de la série Dr House.

En effet, peu de temps après son départ, l'actrice accepte alors de jouer de nombreux rôles comme invitée dans des séries installées. Ainsi, elle joue son propre rôle en 2011 dans le premier épisode de la troisième saison de la satire médicale Childrens Hospital.
En juin l'actrice est annoncée apparaitre dans plusieurs épisodes de la troisième saison de la série judiciaire The Good Wife portée par Julianna Margulies. Elle y incarne une avocate qui a un passé commun avec Will Gardner, collègue et proche de la protagoniste incarné par Josh Charles.
En 2012, elle incarne une PDG face à Jonny Lee Miller et Lucy Liu, alias Sherlock Holmes et Joan Watson, dans un épisode de la première saison de la série Elementary. Aux côtés de Sara Paxton, elle porte la même année le téléfilm Lifetime, 193 coups de folie.
En 2013, elle rejoint le casting de la série policière Castle, le temps de quelques épisodes de sa sixième saison. Elle joue une enquêtrice fédérale décrite comment étant une mentor pour Kate Beckett et qui va avoir un impact sur la carrière de cette dernière qui est interprétée par Stana Katic.
Elle incarne également le rôle de la consultante Brynn dans deux épisodes de la deuxième saison de la série House of Lies. Au cinéma, elle est l'une des têtes d'affiche de la comédie dramatique She Loves Me Not. Enfin, elle participe jusqu'à l'année d'après à la série d'animation La Légende de Korra, suite de la série Avatar, le dernier maître de l'air de Nickelodeon. Durant quatorze épisodes, elle prête sa voix à Kya, maître de l'Eau et fille de l'Avatar Aang et de Katara.
En 2014, elle décroche le premier rôle de la série télévisée comique Girlfriends' Guide to Divorce. Cette série raconte l'histoire d'une quadragénaire qui écrit des livres sur le développement personnel. En instance de divorce, elle cache sa situation et essaie de démarrer une nouvelle vie à Los Angeles en prenant conseil auprès de ses autres amies divorcées.
La série est un succès et dure cinq saisons,,, diffusée jusqu'en 2018. À la suite de cet arrêt, elle fait son retour dans l'univers médical en décrochant un rôle récurrent, à partir de la seconde saison de la série Good Doctor portée par Freddie Highmore. Il s'agit d'une série qui met en scène un génie de la médecine atteint du syndrome d'Asperger. Elle y joue le Dr Blaze, une oncologue de renom.
Puis, il est annoncé qu'elle rejoint le pilote d'une nouvelle série, Confessions of a Sociopath, adaptée d'un roman, dont elle cosigne également le scénario. Pour ce projet, elle poursuit sa collaboration avec l'une des productrices de Girlfriends' Guide to Divorce. Désormais actrice sollicitée, elle signe, dans le même temps, pour un autre rôle récurrent aux côtés de Michael Douglas et Alan Arkin dans la série télévisée The Kominsky Method produite par la plateforme Netflix.

### Vie privée
Elle est impliquée dans les droits des homosexuels ainsi que dans les droits des animaux. En tant que végane, elle milite activement en faveur d'un mode de vie rejetant toute exploitation animale (que ce soit pour l'alimentation, l'habillement, les cosmétiques, etc.), et dans ce cadre, participe régulièrement à des campagnes d'actions pour l'association Peta.
Le 25 mai 2014, Lisa s'est mariée à l'artiste Robert Russell à Los Angeles, au cours d'une cérémonie intime, réunissant amis et famille.

## Filmographie
Sauf indication contraire, les informations mentionnées dans cette section peuvent être confirmées par la base de données cinématographiques IMDb,  présente dans la section « Liens externes ».

### Cinéma

#### Courts métrages
- 2007 : My Lunch with Larry de Barry Edelstein : Linda Gottleib
- 2013 : Evermore de Biz Stone : Annie
- 2013 : Three Hours Between Planes de Antony Easton : Nancy (également productrice)
- 2018 : Unzipping d'elle-même : Ella
- 2018 : Mitzvote de Jessie Kahnweiler : La mère d'Hannah

#### Longs métrages
- 1991 : Les Doors (The Doors) de Oliver Stone : La maquilleuse
- 1994 : Rendez-vous avec le destin (Love Affair) de Glenn Gordon Caron : L'assistante du studio
- 1997 : Pour le pire et pour le meilleur (As Good as It Gets) de James L. Brooks : la femme à la table
- 1998 : I Love L.A. (L.A. Without a Map) de Mika Kaurismäki : Sandra
- 1998 : I'm Losing You de Bruce Wagner : Une patiente de Diantha
- 1998 : Susan a un plan (Susan's Plan) de John Landis : Penny Myers
- 1999 : 30 Days de Aaron Harnick : Danielle
- 2000 : Au nom d'Anna (Keeping the Faith) de Edward Norton : Ali Decker
- 2000 : Ce que veulent les femmes (What Women Want) de Nancy Meyers : Dina
- 2003 : École paternelle (Daddy Day Care) de Steve Carr : la mère de Crispin
- 2005 : Say Uncle de Peter Paige : Sarah Faber
- 2006 : Vendeurs d'élite (Grilled) de Jason Ensler : Carolyn
- 2013 : She Loves Me Not de Brian Jun et Jack Sanderson : Amy
- 2016 : Bachelor party (Joshy) de Jeff Baena : Claudia
- 2019 : Phoenix, Oregon de Gary Lundgren : Tanya
- 2021 :  Dr Bird's Advice for Sad Poets de Yaniv Raz : Elly

### Télévision

#### Téléfilms
- 1998 : Prix de l'indiscrétion (Indiscreet) de Marc Bienstock : Beth Sussman
- 2001 : Black River (en) de Jeff Bleckner : Laura Crosby
- 2002 : Liaison obsessionnelle (Obsessed) de John Badham : Charlotte
- 2003 : Consentements volés (A Date with Darkness: The Trial and Capture of Andrew Luster) de Bobby Roth : Maeve Fox
- 2005 : Fathers and Sons de Rodrigo Garcia, Jared Rappaport et Rob Spera : Irene
- 2005 : Mme Harris (Mrs Harris) de Phyllis Nagy : Psychologue légiste
- 2008 : Une drôle de livraison de Michael Scott : Maxine Carter
- 2012 : 193 Coups de Folie (Blue-Eyed Butcher) de Stephen Kay : Kelly Siegler

#### Séries télévisées
- 1992 : Dingue de toi (Mad About You) : Lynne Stoddard
- 1992 : La Loi de Los Angeles (L.A. Law) : Francine Flicker
- 1993 : Wings : Marsha Peebles
- 1993 : Good Advice : Robin
- 1993 : Seinfeld : Karen
- 1994 : The Larry Sanders Show : Diane French
- 1995 : Ménage à trois (Partners) : Cindy Wolfe
- 1995 - 1997 : Presque parfaite (Almost Perfect) : Patty Karp
- 1996 : Ned et Stacey (Ned and Stacey) : Janine
- 1996 - 1997 : Relativity : Rhonda Roth
- 1997 : Urgences (ER) : Aggie Orton
- 1997 : Cybill : Kristen Clark
- 1998 : Voilà ! (Just Shoot Me!) : Erin Simon
- 1998 : Frasier : Caitlin
- 1998 : Conrad Bloom : Nikki Fanaro
- 1998 : Une sacrée vie : Rabbi Judith
- 1999 : L.A. Docs (L.A. Doctors) : Donna Basher
- 1999 : Sports Night : Bobbi Bernstein
- 1999 - 2000 : À la Maison-Blanche (The West Wing) : Laurie
- 2000 : Grosse Pointe : Shawn Shapiro
- 2000 : Grapevine : Leila
- 2000 - 2001 : Ally McBeal : Cindy McCauliff
- 2001 : Associées pour la loi (Family Law) : Dr Rachel Thompkins
- 2001 : Le Projet Zeta (The Zeta Project) : Gwen
- 2001 : On the Road Again (Going to California) : Dana
- 2001 - 2002 : Felicity : Lauren
- 2002 : Leap of Faith : Patty
- 2003 : Hôpital San Francisco (Presidio Med) : Janine Rothman
- 2003 : Ellie dans tous ses états (Watching Ellie) : Zoe
- 2003 : The Practice : Donnell et Associés (The Practice) : Diane Ward
- 2003 : Miss Match : Karen
- 2003 : FBI : Portés disparus (Without a Trace) : Dr Lianna Sardo
- 2004 : Amy (Judging Amy) : Sylvia Danforth (saison 5, épisodes 19)
- 2004 - 2011 : Dr House : Dr Lisa Cuddy (153 épisodes)
- 2011 : Childrens Hospital : elle-même  (saison 3, épisode 1)
- 2011 : The Good Wife : Celeste Serrano (saison 3, 3 épisodes)
- 2011 : Paul the Male Matchmaker : Jillian (saison 1, épisode 2)
- 2012 : Elementary : Heather Vanowen (saison 1, épisode 8)
- 2013 : House of Lies : Brynn  (saison 2, 2 épisodes)
- 2013 : Scandal : Sarah Stanner (saison 2, épisode 16)
- 2013 : Castle : Rachel McCord (saison 6, 3 épisodes)
- 2014 - 2018 : Girlfriends' Guide to Divorce : Abby (45 épisodes - également productrice de 6 épisodes, scénariste de 2 épisodes et réalisatrice d'un épisode)
- 2018 - 2021 : La Méthode Kominsky (The Kominsky Method) : Phoebe (15 épisodes )
- 2018 - 2019 : Good Doctor (The Good Doctor) : Dr Marina Blaize (6 épisodes)
- 2021 - 2023 : 9-1-1: Lone Star  : Gwyneth (12 épisodes)
- 2023 : Little Bird : Golda Rosenblum (5 épisodes)

#### Séries d'animation
- 1996 - 2000 : Superman  : Mercy Graves (en) (9 épisodes)
- 2001 : Le Projet Zeta : Gwen (saison 1, épisode 12)
- 2003 - 2005 : La Ligue des justiciers (Justice League)  : Mercy Graves (3 épisodes)
- 2007 : Les Rois du Texas  : Alexis (saison 12, épisode 3)
- 2007 - 2011 : American Dad! : Sharri Rothberg (6 épisodes - en cours)
- 2013-2014 : La Légende de Korra  : Kya (14 épisodes)

### Jeux vidéo
- 1997 : Blade Runner : Crystal Steele

### Réalisatrice
- 2018 : Unzipping (court métrage, également productrice et scénariste)

## Distinctions
Sauf indication contraire ou complémentaire, les informations mentionnées dans cette section proviennent de la base de données IMDb.

### Récompenses
- Satellite Award 2005 : meilleure actrice dans un second rôle dans une série télévisée pour Dr House
- People's Choice Awards 2011 : actrice préférée dans une série télévisée dramatique pour Dr House
- Behind the Voice Actors Awards 2014 : BTVA People's Choice Voice Acting Award de la meilleure performance de doublage par une distribution dans une série télévisée dramatique pour La légende de Korra
- Women's Image Network Awards 2015 : meilleure actrice dans une série télévisée comique pour Girlfriend's Guide to Divorce
- Women's Image Network Awards 2016 : meilleure actrice dans une série télévisée comique pour Girlfriend's Guide to Divorce
- Best Shorts Competition 2018 :
  - meilleure actrice pour Unzipping
  - meilleur court métrage pour Unzipping
  - meilleure réalisatrice pour Unzipping
- Connect Film Festival 2019 :   
  - meilleur court métrage dramatique pour Unzipping
  - meilleur court métrage pour Unzipping
  - meilleure actrice dans un court métrage pour Unzipping
- Independent Filmmakers Showcase IFS Film Festival 2019 : meilleure actrice dans un court métrage pour Unzipping

### Nominations
- Screen Actors Guild Awards 2009 : meilleure distribution pour une série télévisée dramatique dans Dr House
- Behind the Voice Actors Awards 2014 : BTVA Television Voice Acting Award de la meilleure performance de doublage par une distribution dans une série télévisée dramatique pour La légende de Korra
- Madrid International Film Festival 2014 : meilleure actrice dans un court métrage pour Three Hours Between Planes
- Screen Actors Guild Awards 2020 : meilleure distribution pour une série télévisée comique dans La méthode Kominsky

## Voix francophones
En version française et entre le début des années 1990 et celui des années 2000, plusieurs comédiennes se sont succédé pour doubler  Lisa Edelstein. Martine Irzenski l'a doublé à trois reprises (Voilà !, Miss Match, FBI : Portés disparus) tandis qu'elle a été doublée à deux reprises par Déborah Perret (Presque parfaite, Susan a un plan) et Laurence Crouzet dans (Felicity, Consentements volés). Parmi ses autres rôles notables, elle avait également été doublée par Dominique Chauby dans Relativity, Laurence Breheret dans À la Maison-Blanche, Danièle Hazan dans Au nom d'Anna, Elisabeth Wiener dans Ally McBeal et Pascale Vital dans Liaison obsessionnelle.
Depuis 2004 et la série Dr House, Lisa Edelstein est doublée dans presque toutes ses apparitions par  Frédérique Tirmont. Cette dernière l'a également  doublé dans The Good Wife, Elementary, Castle,  Scandal ou encore Good Doctor. Dans la série The Kominsky Method, Lisa Edelstein est doublée par Laurence Charpentier.